# Capitan Fantasma
Capitan Fantasma è un film del 1953 diretto da Primo Zeglio.